# Vomp
Vomp ist eine Marktgemeinde mit 5499 Einwohnern (Stand 1. Jänner 2024) im Bezirk Schwaz, Tirol (Österreich). Die Gemeinde entspricht einer Katastralgemeinde und liegt im Gerichtsbezirk Schwaz.

## Geografie

### Geografische Lage
Die im Unterinntal etwa 30 km östlich von Innsbruck gelegene Marktgemeinde Vomp hat eine Fläche von 182,61 km². Sie ist damit flächenmäßig die zweitgrößte Gemeinde im Bezirk Schwaz und die neuntgrößte Gemeinde im Bundesland Tirol. Sie erstreckt sich vom Inn im Süden nach Norden über das Karwendelgebirge mit dem Naturpark „Alpenpark Karwendel“ bis an die deutsche Staatsgrenze.
Vomp liegt auf 566 Meter Seehöhe.

### Gemeindegliederung
Das Gemeindegebiet umfasst folgende fünf Ortschaften (Einwohner Stand 1. Jänner 2024):
- Fiecht (1190)
- Hinterriß (29)
- Vomp (3521)
- Vomperbach (586)
- Vomperberg (173)

Die Marktgemeinde besteht aus den sieben Ortsteilen:
- Dorf,
- Vomp-Talboden,
- Fiecht,
- Vomperberg,
- Altmahd/Pirchat,
- Innhöfe, und
- Hinterriß und Eng im Karwendel; diese sind per Straße nur von Bayern aus erreichbar.

### Nachbargemeinden
|                            | Lenggries                                   | Eben am Achensee |
| Scharnitz (IL)             | Kompassrose, die auf Nachbargemeinden zeigt | Stans            |
| Absam (IL) Gnadenwald (IL) | Terfens Pill                                | Schwaz           |

## Geschichte
Vomp wurde 930/31 n. Chr. erstmals urkundlich in einer Besitzübertragung zugunsten des Erzstifts Salzburg als „Fonapa“ erwähnt. 1369 ist der Name „Fump“ urkundlich bezeugt. Die Bedeutung des Namens liegt im Dunkeln. Es kann eine Parallele zum venetischen/rätischen Personennamen Fonnia gezogen werden, erweitert zu Fonawija. Auf jeden Fall ist der Name vorrömisch.
Zur 1000-Jahr-Feier im Jahre 1930 erhielt Vomp von der Tiroler Landesregierung das Gemeindewappen verliehen.

Mit Beschluss vom 20. Mai 2008 hat die Tiroler Landesregierung die Gemeinde Vomp mit Wirksamkeit vom 15. Mai 2009 zur Marktgemeinde erhoben.

### Bevölkerungsentwicklung
EinwohnerJahr01000200030004000500060001860189019201950198020102040EinwohnerEinwohnerentwicklung von Vomp

## Kultur und Sehenswürdigkeiten

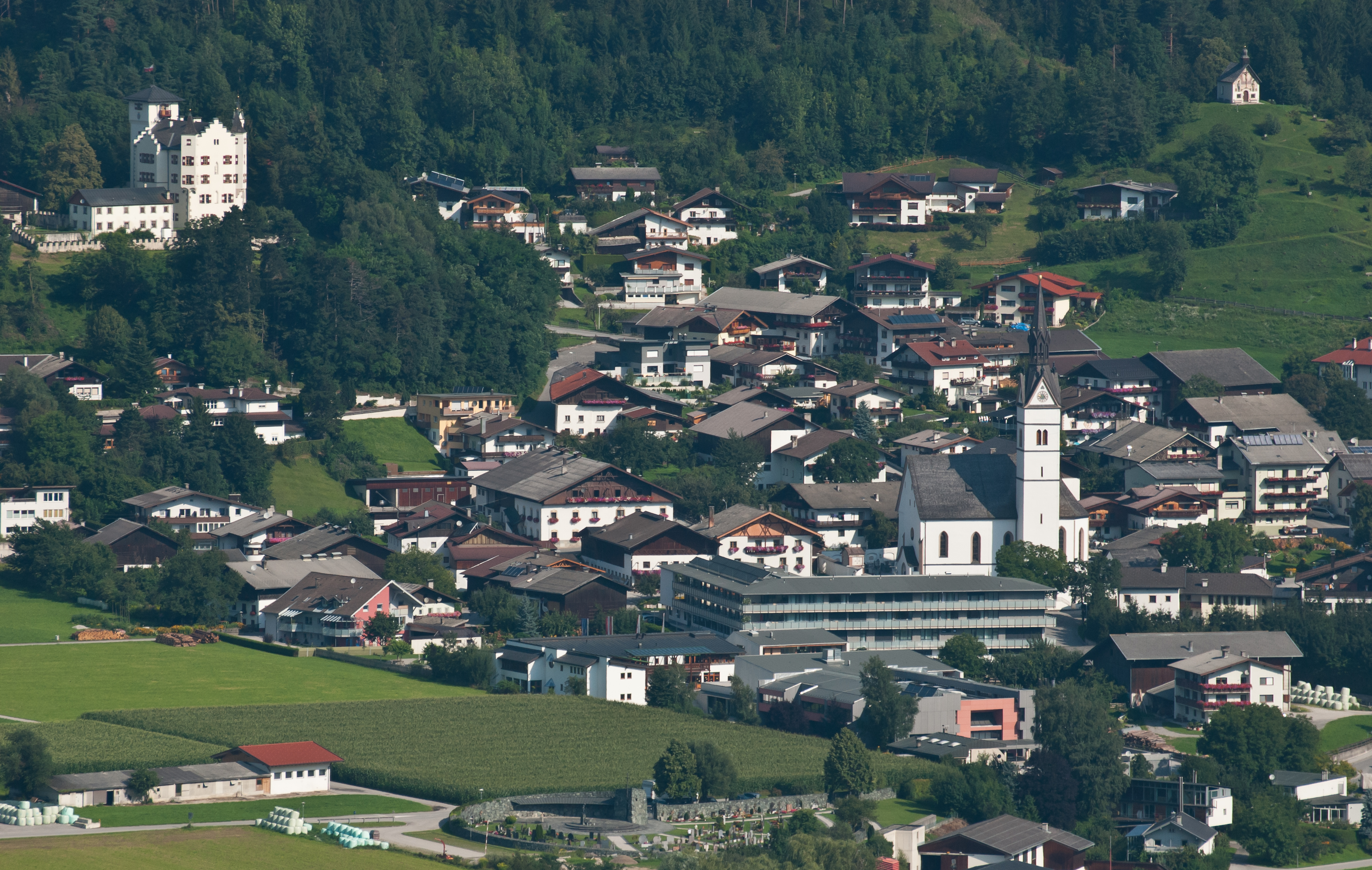
Schloss Sigmundslust und Pfarrkirche Vomp

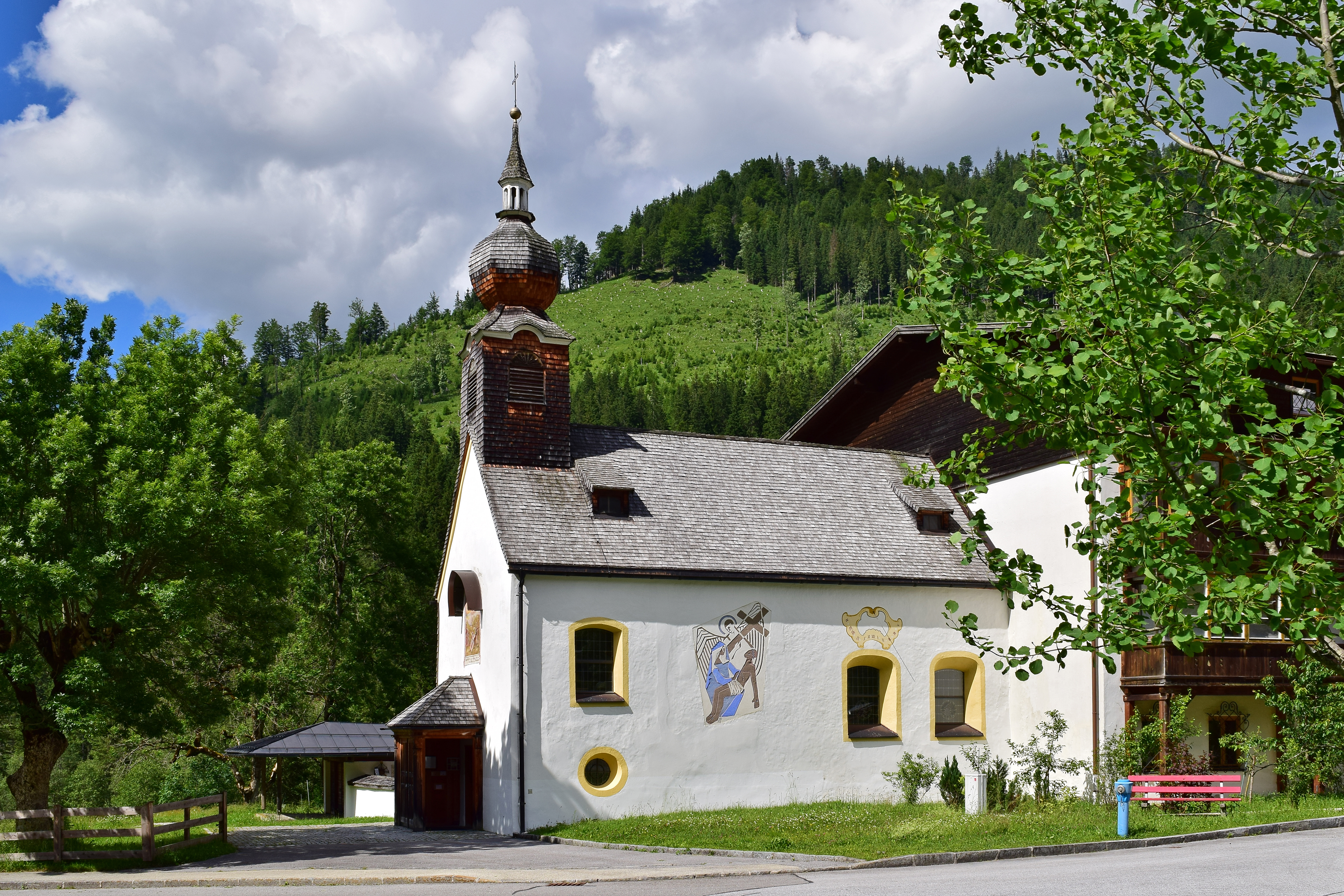
Expositurkirche Hinterriß

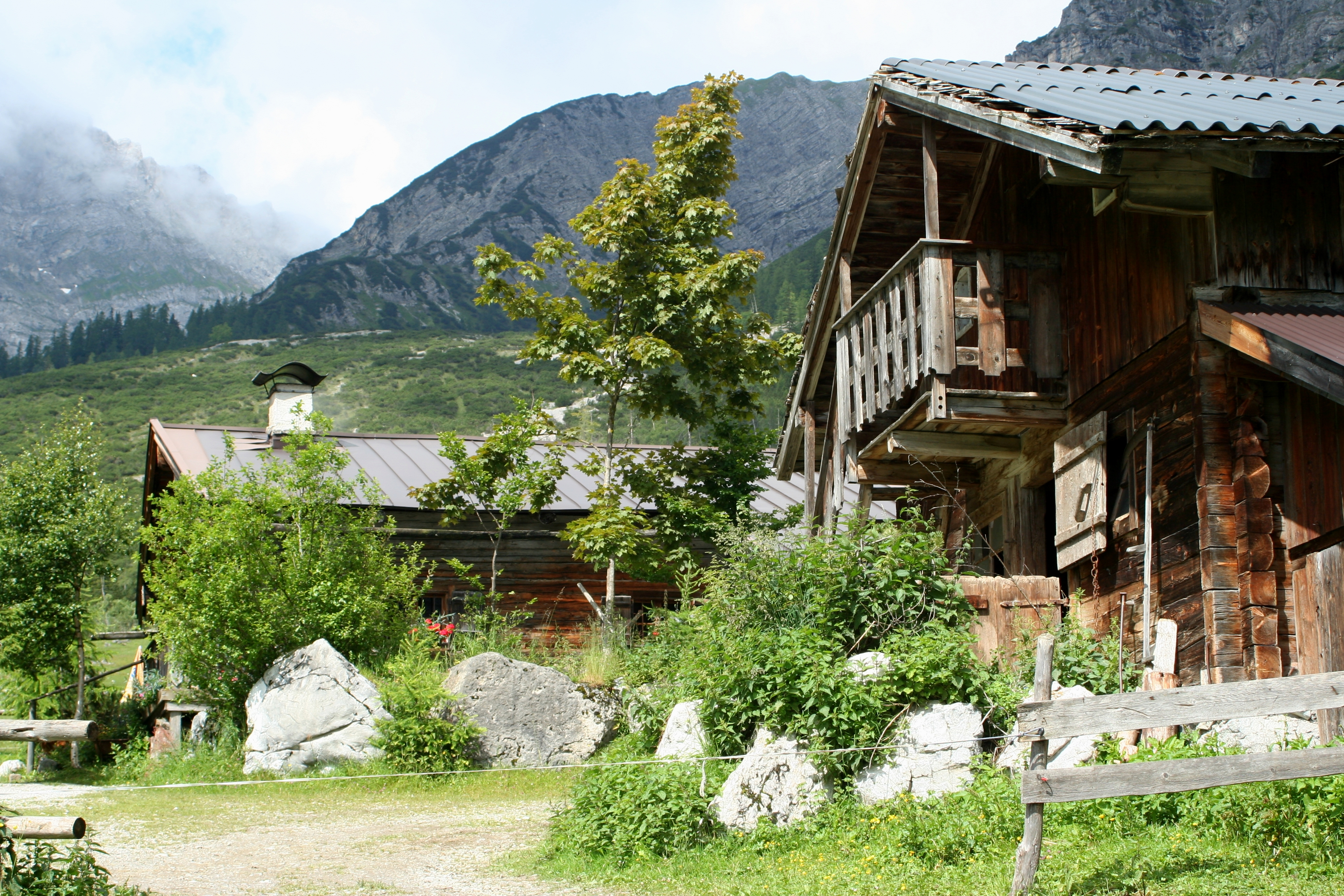
Denkmalgeschützte Stallenalm im Stallental

- Katholische Pfarrkirche Hll. Petrus und Paulus: Die gotische Pfarrkirche, erstmals 1138 erwähnt, wurde in der heutigen Form 1480 errichtet und nach einem Brand im Jahr 1809 klassizistisch ausgestattet. Fresken und Altäre stammen von 1820.
- Katholische Expositurkirche Mariä Heinmsuchung in Hinterriß
- Stift Fiecht: Das Benediktinerkloster im Ortsteil Fiecht wurde in der heutigen Form Anfang des 18. Jahrhunderts erbaut, nachdem das Kloster nach mehreren Bränden vom ursprünglichen Standort Georgenberg hierher umsiedelte. Die barocke Stiftskirche wurde 1741–1750 erbaut.
Auf dem Georgenberg befindet sich noch die gotische ehemalige Klosterkirche St. Georg aus den Jahren 1654 bis 1660, die heute eine Marien-Wallfahrtskirche mit einem Gnadenbild der Mater Dolorosa aus dem 15. Jahrhundert ist. Nicht weit davon steht die Lindenkirche, die ursprüngliche Wallfahrtskirche aus dem 15. Jahrhundert, als das Kloster sich noch auf dem Georgenberg befand.
- Schloss Sigmundslust: Das ehemalige Jagdschloss von Erzherzog Sigismund dem Münzreichen wurde im Jahr 1473 fertiggestellt und erinnert an die jahrhundertealte Jagdtradition in der Gemeinde Vomp. Es ist in Privatbesitz und nicht öffentlich zugänglich.
- Das Naturdenkmal Großer Ahornboden mit seinen mehr als 500 Jahre alten Ahornbäumen ist besonders im Herbst zur Zeit der Blattfärbung eine eindrucksvolle Sehenswürdigkeit.

### Vereinswesen
In Vomp gibt es (Stand: 2020) 46 Vereine und Organisationen.

### Gralswerk
Am zur Marktgemeinde Vomp gehörenden Vomperberg befindet sich der Hauptsitz der Gralsbewegung.

## Politik

### Gemeinderat
Der Gemeinderat besteht aus 17 Mandataren.
| Partei                                        | 2022  | 2022    | 2016  | 2016    | 2010  | 2010    |
| Partei                                        | %     | Mandate | %     | Mandate | %     | Mandate |
| --------------------------------------------- | ----- | ------- | ----- | ------- | ----- | ------- |
| Bürgermeister Karl-Josef Schubert – Vomper VP | 58,69 | 11      | 58,36 | 10      | 62,17 | 11      |
| Team Hubert Scheiber, SPÖ Vomp                | 25,26 | 4       | 28,22 | 5       | 31,42 | 5       |
| FPÖ und Unabhängige                           | 06,90 | 1       |       |         | 06,41 | 1       |
| Menschen Freiheit Grundrechte                 | 09,14 | 1       |       |         |       |         |
| Offene Grüne Liste Vomp                       |       |         | 13,42 | 2       |       |         |

### Bürgermeister
Bürgermeister von Vomp ist seit 2. Juli 1997 Karl-Josef Schubert.

### Wappen
Der Gemeinde wurde 1930 folgendes Wappen verliehen: Ein quergeteilter Schild, in dessen unterer Hälfte im goldenen Felde ein von natürlichem Felsgestein gebildeter Dreiberg, auf dessen drei Spitzen drei schwebende weiße Tauben sich niederzulassen im Begriffe sind, in der oberen Hälfte der rote Tiroler Adler mit goldenen Waffen im silbernen Felde.

### Gemeindepartnerschaften
Gemeindepartnerschaften unterhält Vomp seit 1988 mit der französischen Gemeinde Nazelles-Négron in der Touraine an der Loire und seit 1998 mit der bayrischen Gemeinde Bad Endorf in der Nähe des Chiemsees.

## Persönlichkeiten

### Söhne und Töchter der Gemeinde
- Vitus Auslasser († im 15. Jahrhundert), Mönch und Verfasser eines Kräuterbuchs
- Franz Meixner (1869–1926)

### Mit der Gemeinde verbundene Persönlichkeiten
- Edmund Angerer (1740–1794), Benediktinerpater und Kirchenmusiker, in Vomp verstorben
- Moritz Daublebsky-Sterneck (1912–1986), österreichischer Gerechter unter den Völkern, in Vomp verstorben
- Max Golser (1940–2019), Skispringer und Skisprungtrainer
- Benno Hoffmann (1919–2005), deutscher Ballettmeister, Synchronsprecher und Schauspieler, lebte und starb in Vomp
- Armin Kogler (* 1959), Schiflugweltmeister, Weltmeister im Skisprung u. Weltcupsieger
- Sabine Kogler (* 1983), Naturbahnrodlerin
- Harald Wurm (* 1984), ÖSV Langlauf Nationalteam